# Niko Rak
Niko Rak, né le 26 juillet 2003 à Šibenik en Croatie, est un footballeur croate qui évolue au poste de milieu défensif à Konyaspor.

## Biographie

### En club
Né à Šibenik en Croatie, Niko Rak est formé par le club de sa ville natale, le HNK Šibenik. Il joue son premier match en professionnel le 28 août 2020, lors d'une rencontre de championnat face au HNK Gorica. Il entre en jeu et son équipe s'incline par trois buts à un.
Le 19 juin 2021, Niko Rak signe un nouveau contrat avec son club formateur, d'une durée de trois ans, soit jusqu'en juin 2024. Considéré comme l'un des meilleurs talents du club, Rak est annoncé partant du côté du Beşiktaş JK en novembre 2021, alors que des clubs comme Manchester City, le FC Barcelone ou encore le SSC Naples le suivent, mais il reste finalement à Šibenik, où il s'est imposé en équipe première et où il veut continuer à progresser.
Le 4 mars 2023, Niko Rak rejoint finalement la Turquie en s'engageant en faveur de Konyaspor. Il signe un contrat de quatre ans et demi, plus une année supplémentaire en option.

### En sélection
Niko Rak représente l'équipe de Croatie des moins de 19 ans. Il marque notamment un but le 9 octobre 2021 contre la Suisse (3-3 score final).